# Einsatzgemeinschaft
Einsatzgemeinschaft ist ein Begriff aus dem deutschen Sozialhilferecht, welches im Sozialgesetzbuch (SGB) Zwölftes Buch (XII) geregelt ist. Er bezeichnet die gesetzliche angeordnete Anrechnung von Einkünften und Vermögen von Personen auf den sozialhilferechtlichen Bedarf einer anderen Person, der zu einer Verringerung durch den Staat zu leistender Sozialhilfezahlungen führt. Die in einer Einsatzgemeinschaft lebenden Personen müssen Vermögen und Einkünfte wechselseitig einsetzen, um ihren eigenen und den Bedarf der jeweils anderen zu decken.

## Grundsätzlicher Anspruch auf Sozialhilfe
Voraussetzung für die Gewährung von Sozialhilfe auf den Antrag einer Person hin ist insbesondere, dass die Person hilfebedürftig ist, das heißt ihren Lebensbedarf durch Einsatz ihrer Arbeitskraft, ihres Einkommens und ihres Vermögens nicht selbst decken kann. Ist eine Person grundsätzlich erwerbsfähig, ist ihr in aller Regel Bürgergeld nach dem SGB II (ehemals Hartz-IV) zu gewähren, welches dann Vorrang vor den Sozialhilfeleistungen nach SGB XII genießt.
Das Sozialhilferecht unterscheidet nach § 8 SGB XII zwischen verschiedenen Arten der Sozialhilfe, namentlich der Hilfe zum Lebensunterhalt, der Grundsicherung im Alter und bei Erwerbsminderung, der Hilfen zur Gesundheit, zur Pflege, zur Überwindung besonderer sozialer Schwierigkeiten und in anderen Lebenslagen. Bei den Sozialhilfeleistungen der Hilfe zum Lebensunterhalt und der Grundsicherung im Alter wird die Hilfebedürftigkeit durch die Berechnung des monatlichen Regelbedarfs, also des laufenden Geldbetrags, der zur Unterhaltung eines angemessenen Lebensstandards erforderlich ist, ermittelt. Dabei gelten nach § 28 SGB XII pauschalierte Regelbedarfssätze, die in der Anlage zum SGB XII festgesetzt ist. Von dem so ermittelten Bedarf werden dann Einkünfte und vorhandenes Vermögen abgezogen. Bei den übrigen Leistungen der Sozialhilfe wird Unterstützung auf Basis der tatsächlich (durch Pflege-, Gesundheits- und Unterstützungsmaßnahmen) anfallenden Kosten gewährt, einzige Ausnahme ist das ebenfalls pauschalierte Pflegegeld. Prinzipiell wird Sozialhilfe nur gewährt, soweit die Person ihren Bedarf nicht selbst decken kann (Nachrangprinzip).

## Berücksichtigung der Einkünfte und des Vermögens anderer Personen
Unter bestimmten Voraussetzungen wird für den Bedarf einer Person auch einbezogen, ob andere, ihr nahestehende Personen Einkünfte erzielen und Vermögen haben. Liegen diese Voraussetzungen vor, spricht man im Sozialhilferecht anders als beim Bürgergeld nach dem SGB II (dort Bedarfsgemeinschaft) von einer Einsatzgemeinschaft. Die Begriffe sind nicht vollständig deckungsgleich: Liegt eine Bedarfsgemeinschaft vor, führt dies zunächst nur zu einer gemeinsamen Berechnung des Bedarfs der Personen in der Bedarfsgemeinschaft für die Ermittlung des Bürgergeldanspruchs. Liegt darüber hinaus auch eine Einsatzgemeinschaft vor, werden Einkünfte und Vermögen der Personen in der Einsatzgemeinschaft (gegenseitig oder nur in eine Richtung) auf den Bedarf angerechnet. Die Fälle der Einsatzgemeinschaft sind für die verschiedenen Leistungsarten gesetzlich abschließend geregelt:
- Nach § 27 SGB XII besteht für die Hilfe zum Lebensunterhalt eine Einsatzgemeinschaft bezüglich Einkommen und Vermögen des Ehegatten oder Lebenspartners des Antragstellers, wenn der Ehegatte oder Lebenspartner nicht dauerhaft getrennt von dem Antragsteller lebt.[11] Nach § 20 SGB XII gilt dies ebenfalls für eheähnliche Lebensgemeinschaften.[12] Ebenfalls werden Einkünfte und Vermögen der Eltern auf den Bedarf eines minderjährigen, unverheirateten Kindes angerechnet. Umgekehrt gilt das jedoch nicht; Einkommen und Vermögen des minderjährigen Kindes werden auf den Bedarf der Eltern (außer im Rahmen einer Haushaltsgemeinschaft) nicht angerechnet.[13] Eine Einsatzgemeinschaft besteht auch mit den vorgenannten Personen nicht, wenn eine der Personen schwanger ist oder ein bis zu sechs Jahre altes leibliches Kind betreut.

- Nach § 43 Abs. 1 SGB XII gelten die Vorschriften der §§ 20, 27 SGB XII entsprechend für die Leistung der Grundsicherung im Alter und bei Erwerbsminderung; auch bei dieser Leistungsart findet daher eine Anrechnung wie zuvor beschrieben statt.

- Bei der Hilfe zur Pflege findet sich in § 61 SGB XII eine ähnliche Regelung, die jedoch nicht prinzipiell eine Anrechnung zur Folge hat, sondern auf Basis von Zumutbarkeitskriterien eine Mitwirkungspflicht bei der Finanzierung der Pflegeleistungen durch den nicht getrennt lebenden Ehegatten oder Lebenspartner und bei minderjährigen Antragstellern auch ihrer Eltern statuiert.